# 羽根田征子
羽根田 ユキコ（はねだ ユキコ、1965年1月11日 -）は東京都出身の歌手である。本名・伊藤 征子（いとう ゆきこ）、旧芸名は羽根田 征子（読み同じ）。聖心女子大学哲学科卒業。1988年デビュー。

## ディスコグラフィー

### シングル
- ENCORE（1988年7月21日）フジテレビ系ドラマ『抱きしめたい!』挿入歌
  - 作詞：内藤綾子、作曲：羽場仁志、編曲：山川恵津子
  - c/w 裸 裸 裸（HADAKA HADAKA HADAKA）作詞：羽根田征子、作曲：羽場仁志、編曲：山川恵津子
- You Are My Home（1991年4月26日）映画『ストロベリーロード』主題歌
- 愛のセレブレイション（1992年3月11日）池田政典とのデュエット

### アルバム
- BEATING MESS（1988年3月21日）吉田美奈子プロデュース
- SORA（1989年8月21日）佐藤博プロデュース
- GOOD TIMES,BAD TIMES（1997年7月25日）
- LOVE IN THE HANDS（2002年6月19日）
- AIR DE TANGO（2005年4月5日）
- fadista〜魂の歌 ファドを歌う〜(2008年6月17日）

### その他
- 美の巨人たちコンピ（2006年）
- Mais para la（2006年）
- Music Trip〜Aranjuez(2010 DOMORecords)